# آنتونی هایس (بازیگر)
آنتونی هایس (به انگلیسی: Anthony Hayes) (زاده ۲۱ سپتامبر ۱۹۷۷) بازیگر استرالیایی است.
از فیلم‌های معروف او می‌توان به بازی در فیلم ماشین جنگ اشاره کرد.